# Imphy
Imphy är en kommun i departementet Nièvre i regionen Bourgogne-Franche-Comté i de centrala delarna av Frankrike. Kommunen ligger i kantonen Imphy som tillhör arrondissementet Nevers. År 2022 hade Imphy 3 175 invånare.

## Befolkningsutveckling
Antalet invånare i kommunen Imphy
| Referens: INSEE |